# Setya Novanto
Setya Novanto, né le 12 novembre 1955 à Bandung (Indonésie), est un politicien indonésien, dirigeant du parti  Golkar et porte-parole du Conseil représentatif du peuple jusqu'en 2017 où il est arrêté et condamné pour une affaire de corruption.